# Тябердино-Эткерово
 Тябердино-Эткерово (чув. Эткер Тĕрпӳрт) — деревня в Комсомольском районе Чувашской Республики. Входит в состав Сюрбей-Токаевского сельского поселения.

## География
Находится в юго-восточной части Чувашии, на расстоянии приблизительно 3 км на запад по прямой от районного центра села Комсомольское.

## История
Известна с 1721 года, когда здесь было учтено 177 мужчин. В 1747 году было учтено 144 мужчин, в 1795 — 28 дворов, 145 жителей, в 1858—279 жителей, в 1897—446 человек, в 1906—545 жителей, в 1926—117 дворов и 579 жителей, в 1939 −581 житель, в 1979—305. В 2002 году было 75 дворов, в 2010 — 41 домохозяйство. В 1930 году образован колхоз «Новая жизнь», в 2010 действовало ООО «Нива».

## Население
Постоянное население составляло 139 человек (чуваши 80 %) в 2002 году, 97 в 2010.